# 12. Panzer-Division (Wehrmacht)
La 12. Panzer-Division fu una formazione corazzata tedesca della seconda guerra mondiale creata a partire dalla 2. Infanterie-Division (mot). Partecipò all'operazione Barbarossa nel 1941 e continuò a combattere contro l'Armata Rossa sino alla fine del conflitto.
Tra i soldati appartenuti a questa divisione si ricorda Herbert-Ernst Vahl, membro del 29. Panzer-Regiment (29º reggimento corazzato) e futuro comandante della divisione corazzata delle SS Das Reich.

## Storia
| Luogo                            | Periodo             |
| Germania                         | ott 1940 - giu 1941 |
| Fronte orientale, settore centro | giu 1941 - set 1941 |
| Fronte orientale, settore nord   | set 1941 - nov 1942 |
| Fronte orientale, settore centro | nov 1942 - feb 1944 |
| Fronte orientale, settore nord   | feb 1944 - ago 1944 |
| Curlandia                        | ago 1944 - mag 1945 |

### Le origini con la 2. Infanterie-Division (motorisierte)
Il nucleo originario della 12. Panzer-Division era costituito dalla 2. Infanterie-Division (motorisierte) (2ª divisione di fanteria motorizzata), a sua volta derivata dalla 2. Infanterie-Division della Reichswehr e creata a Stettino il 1º ottobre 1934 con il nome di copertura "Artillerieführer II" e posta agli ordini del generalleutnant Hubert Gercke, a cui succedette il 1º aprile 1937 il parigrado Paul Bader.
Assunta la denominazione finale il 12 ottobre 1937, la divisione partecipò all'occupazione della Cecoslovacchia come unità del XIV Armeekorps a fianco della 13. Infanterie-Division (motorisierte) e della 17. Infanterie-Division. Quindi nel settembre 1939 prese parte alla campagna di Polonia passando alla 4. Armee raggiungendo la Prussia Orientale attraverso il corridoio di Danzica, da dove supportò i panzer di Heinz Guderian mentre si spingevano fino a Brest-Litovsk.

Terminati i combattimenti l'unità venne rimpatriata nell'Eifel per procedere nel maggio 1940 all'invasione della Francia entrando in linea tra Charleville-Mézières e Sedan sempre inquadrata nella 4ª Armata. Un mese dopo combatté a Nouvion e Flixecourt, proseguendo poi verso Dieppe ed Évreux fino alla conquista di Brest.

Le ultime avanzate avvennero verso sud attraversando i fiumi Loira e Garonna, e tra il luglio e l'agosto del 1940 la divisione di fanteria motorizzata venne trasferita prima in Germania e poi in Polonia per un periodo di riposo e riorganizzazione fino a quando venne convertita, il 5 ottobre 1940, nella 12. Panzer-Division.

### L'attacco all'Unione Sovietica

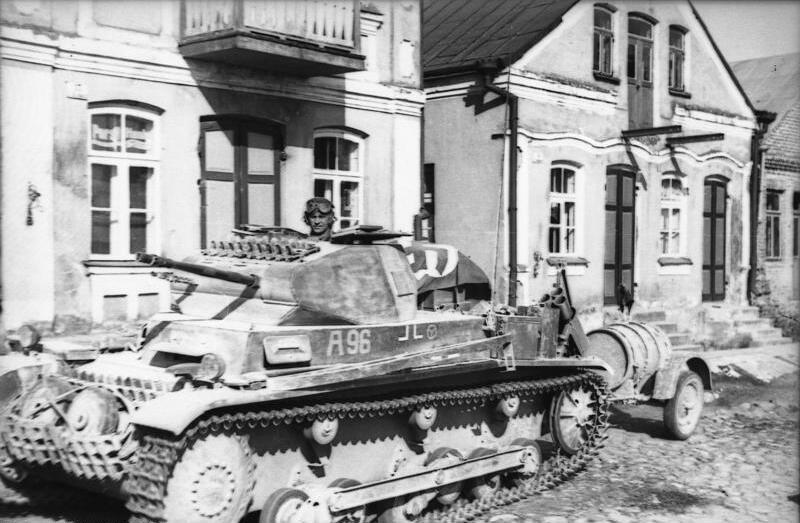
Un Panzer II della 12ª Panzer fotografato in Unione Sovietica nel giugno 1941

I 40 Panzer I, 33 Panzer II, 109 Panzer 38(t), 30 Panzer IV e 8 Panzerbefehlswagen (carri comando disarmati) della nuova 12. Panzer-Division iniziarono l'operazione Barbarossa nel giugno 1941 varcando il confine lettone sotto il Gruppo d'armate Centro. Il 26 giugno venne sfondata la linea Stalin senza che si verificassero combattimenti e il giorno successivo la divisione si operò per chiudere la sacca di Minsk, non riuscita al completo a causa del ritardo della 17. Panzer-Division.
Successivamente venne impegnata nella battaglia di Smolensk e, nel settembre 1941, venne trasferita alla 16ª Armata del Gruppo d'armate Nord con la quale si impegnò negli scontri per il possesso della città di Tichvin: insieme alla 250. Infanterie-Division, formata da volontari spagnoli, l'8 novembre la città venne costretta alla resa lasciando ai tedeschi 20.000 prigionieri, 179 cannoni e 96 carri armati. Dopo qualche settimana comunque i sovietici sferrarono delle controffensive e il 7 dicembre la 12. Panzer-Division fu costretta a ritirarsi.

### Il secondo ciclo di combattimenti

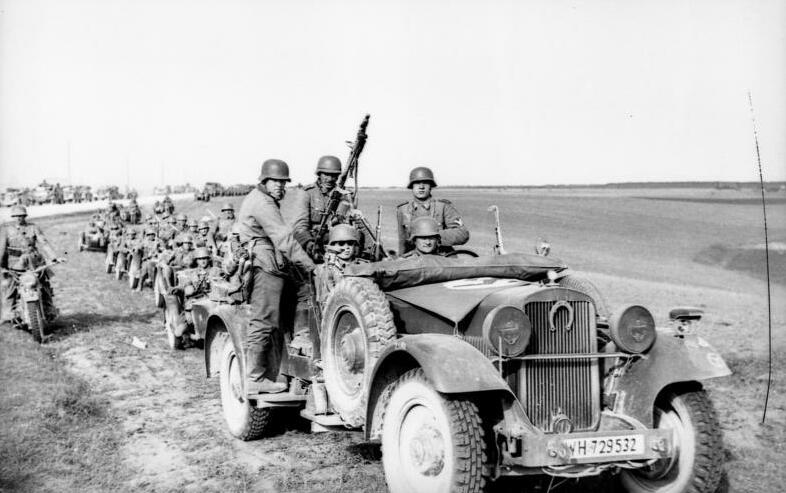
Una colonna di veicoli, sempre della 12. Panzer-Division, in posa nel giugno 1941 all'inizio dell'operazione Barbarossa

Provata dai duri combattimenti dell'inverno 1941, la 12ª Panzer venne inviata a Pskov per riorganizzarsi e nell'aprile del 1942 i suoi effettivi rientrarono in linea a sud di Leningrado (oggi San Pietroburgo) combattendo lungo il Volchov e sul Ladoga con la 18ª Armata e sul Neva con la 11ª. Tre mesi dopo il parco carri armati si era ridotto a 48 Panzer III e 10 Panzer IV, ma la divisione corazzata rimase ugualmente sulla difensiva spostandosi solo a novembre, dietro ordine dei vertici militari tedeschi, di nuovo sotto il Gruppo d'armate Centro in seno alla 9ª Armata, e subito ricominciò a scontrarsi con i soldati sovietici a Roslavl' e Bjeloje.
Al momento della battaglia di Kursk, avvenuta nel luglio 1943, la divisione poteva disporre di 36 Panzer III, 37 Panzer IV, 4 Panzerbefehlswagen e 6. dei totali 22 Panzer II J costruiti per la Wehrmacht (nel maggio 1942 aveva ricevuto anche alcuni Panzer I F). Nel corso della battaglia combatté al fianco della 4. Panzer-Division ma l'esito negativo degli scontri le impose di ripiegare a settembre a Orël e Homel' (con la 2ª Armata) subendo ingenti perdite e venendo continuamente spinta indietro dall'Armata Rossa, con cui avvennero feroci scontri sul Desna, a Mazyr e lungo il Pryp"jat', raggiunto verso la fine del 1943.

### Dal 1944 alla fine della guerra
Nel febbraio del nuovo anno, il 1944, la 12ª Panzer ritornò nel Gruppo d'armate Nord, a Luga, con la 18ª Armata ma già un mese dopo fu costretta a ritirarsi presso Pskov (sotto la 16ª Armata) dove venne messa a riposo. Alla fine di maggio i carri della divisione operativi erano solo 35 Panzer IV ma probabilmente arrivarono rinforzi prima di rientrare in prima linea a Babrujsk, verso la metà di luglio, a causa della devastante operazione Bagration nemica.

Le forze sovietiche obbligarono la formazione corazzata a ritirarsi fino a settembre riuscendo ad accerchiarla in Curlandia.
Proprio qui si consumarono gli ultimi combattimenti affrontati dalla divisione: logorata dai continui attacchi nemici, decimata negli effettivi e collegata alla Germania solo via mare, i suoi ultimi 63 Panzer IV (disponibili nel marzo 1945). combatterono fino all'8 maggio 1945.

## Ordine di battaglia
1940 - 1941: dalla creazione all'operazione Barbarossa
- Stab (Quartier generale)
- 12. Schützen-Brigade (12ª brigata di fanteria meccanizzata)
  - 5. Schützen-Regiment (5º reggimento di fanteria meccanizzata)
  - 25. Schützen-Regiment
  - 22. Kradschützen-Bataillon (22º battaglione motociclisti)
- 29. Panzer-Regiment (29º reggimento corazzato)
- 2. Artillerie-Regiment (mot.) (2º reggimento di artiglieria motorizzato)
- 12. Aufklärungs-Abteilung (mot.) (12º battaglione da ricognizione motorizzato) - forse si trattava del 2º battaglione
- 2. Panzerjäger-Abteilung (2º battaglione cacciacarri)
- 32. Panzer-Pionier-Bataillon (32º battaglione corazzato del genio militare)
- 2. Panzer-Nachrichten-Abteilung (2º battaglione corazzato trasmissioni)
- 2. Feldersatz-Bataillon (2º battaglione rimpiazzi)
- 2. Versorgungstruppen (unità di supporto)

Estate 1943: fronte orientale.
- Stab

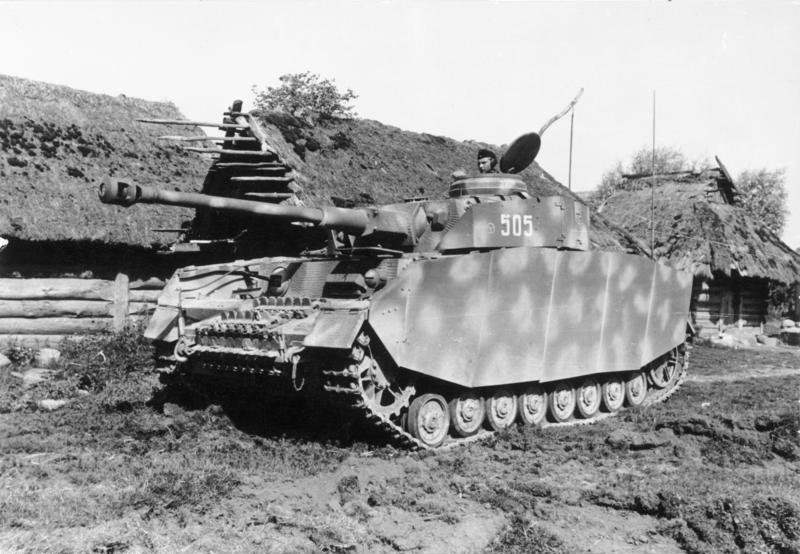
Luglio 1944: un Panzer IV della 12. Panzer-Division

- 5. Panzergrenadier-Regiment (5º reggimento panzergrenadier)
  - Panzergrenadier-Bataillon I
  - Panzergrenadier-Bataillon II
- 25. Panzergrenadier-Regiment
  - Panzergrenadier-Bataillon I
  - Panzergrenadier-Bataillon II
- 29. Panzer-Regiment
  - Panzer-Abteilung I (1º battaglione corazzato)
- 2. Panzer-Artillerie-Regiment (2º reggimento di artiglieria corazzato)
  - Artillerie-Abteilung I
  - Artillerie-Abteilung II
- 12. Panzer-Aufklärung-Abteilung
- 2. Panzerjäger-Abteilung
- 32. Panzer-Pionier-Bataillon
- 2. Panzer-Nachrichten-Abteilung
- 303. Heeres-Flak-Abteilung (303º distaccamento FlaK dell'esercito)
- Feldersatz-Bataillon
- 2. Versorgungstruppen

## Decorazioni
I soldati appartenenti alla 12. Panzer-Division ricevettero varie onorificenze nel corso del loro servizio nella Wehrmacht. Uno di essi, Rudolf Wilke, si vide appuntare il 20 aprile 1945 la Spilla per il Combattimento corpo a corpo in Oro; altri 131 furono insigniti della Croce Tedesca d'oro mentre due, Alexander Brosien-Bueschler il 22 aprile 1945 e Gerhard Friedrichsdorf il 21 febbraio 1945, si meritarono quella d'argento. I soldati che invece vennero premiati con la Spilla d'Onore dell'Esercito furono 42 e quelli con la Croce di Cavaliere della Croce di Ferro 54, sei delle quali erano con Fronde di Quercia.
Martin Roekner, appartenente al 2º reggimento di artiglieria, venne insignito dell'Ordine di Michele il Coraggioso di terza classe il 31 marzo 1943.

## Comandanti
| Nome                 | Grado           | Inizio           | Fine             |
| Josef Harpe          | Generalmajor    | 5 ottobre 1940   | 14 gennaio 1942  |
| Walter Wessel        | Oberst          | 15 gennaio 1942  | 1º febbraio 1942 |
| Walter Wessel        | Generalmajor    | 1º febbraio 1942 | 1º gennaio 1943  |
| Walter Wessel        | Generalleutnant | 1º gennaio 1943  | 27 febbraio 1943 |
| Erpo von Bodenhausen | Oberst          | 27 febbraio 1943 | 1º maggio 1943   |
| Erpo von Bodenhausen | Generalmajor    | 1º maggio 1943   | novembre 1943    |
| Erpo von Bodenhausen | Generalleutnant | novembre 1943    | 1º maggio 1944   |
| Gerhard Müller       | Generalmajor    | 1º maggio 1944   | 7 luglio 1944    |
| Erpo von Bodenhausen | Generalleutnant | 7 luglio 1944    | 14 aprile 1945   |
| Horst von Usedom     | Oberst          | 14 aprile 1945   | 8 maggio 1945    |

Dati tratti da: